# Николай Репнин
Княз Никола́й Васи́лиевич Репни́н (1734 – 1801 г.) е руски аристократ и офицер, генерал-фелдмаршал.
Той е сред най-видните деци от Екатерининската епоха, боен генерал и успешен дипломат.